# Mester-tétel
A mester-tétel a rekurzív algoritmusok egy gyakran előforduló típusának az aszimptotikus bonyolultságának az elemzésére szolgál. A tétel lazán fogalmazva azt mondja meg, mennyi a teljes futásideje egy olyan algoritmusnak, ami minden lépésben a-szor újra meghívja önmagát b-ed akkora bemenetre, valamint további {\displaystyle f(n)} nagyságrendű műveletet végez (ahol {\displaystyle f(n)} egy bizonyos bonyolultsági osztályba tartozik).
Formálisan a mester-tétel azt mondja ki, hogy ha a T függvényt a {\displaystyle T(n)=a\;T\!\left({\frac {n}{b}}\right)+f(n)} rekurzív reláció definiálja, amiben {\displaystyle a\geq 1} és {\displaystyle b>1}, akkor 
1. {\displaystyle T(n)=\Theta \left(n^{\log _{b}a}\right)}, ha {\displaystyle f(n)=O\left(n^{\log _{b}\left(a\right)-\epsilon }\right)}
2. {\displaystyle T(n)=\Theta \left(n^{\log _{b}a}\log ^{k+1}n\right)}, ha {\displaystyle f(n)=\Theta \left(n^{\log _{b}a}\log ^{k}n\right)}
3. {\displaystyle T(n)=\Theta \left(f\left(n\right)\right)}, ha {\displaystyle f(n)=\Omega \left(n^{\log _{b}a+\epsilon }\right)} és {\displaystyle af\left({\frac {n}{b}}\right)\leq cf(n)} valamilyen {\displaystyle c<1} konstansra és elég nagy n-re.

Az összefüggés akkor is igaz marad, ha {\displaystyle T\left({\frac {n}{b}}\right)} helyett {\displaystyle T\left(\left\lfloor {\frac {n}{b}}\right\rfloor \right)} vagy {\displaystyle T\left(\left\lceil {\frac {n}{b}}\right\rceil \right)} áll.
A tétel néhány alkalmazása:
- a bináris keresés minden lépésben egyszer hívja meg magát feleakkora bemenetre, és még konstans sok lépést végez; a futásideje így a {\displaystyle T(n)=T({\frac {n}{2}})+O(1)} rekurzív képlettel írható le, amiből a tétel alapján {\displaystyle T(n)=O(\log(n))} adódik.
- egy teljes bináris fa rekurzív bejárása során az algoritmus kétszer hívja meg magát feleakkora bemenetre, és még konstans sok lépést végez, amiből {\displaystyle O(n)} futásidő adódik.
- az összefésüléses rendezés is kétszer hívódik meg feleakkora bemenetre, de {\displaystyle O(n)} lépést végez mellette, a teljes futásidő így {\displaystyle O(n\log(n))}

## Általánosítás
A tétel általánosítása az Akra–Bazzi-tétel.
Legyen {\displaystyle T:\mathbb {N} \to \mathbb {N} } a vizsgált leképezés,
{\displaystyle T(n)=\sum _{i=1}^{m}T\left(\alpha _{i}n\right)+f(n)},
ahol {\displaystyle \alpha _{i}\in \mathbb {R} :0<\alpha _{i}<1}, {\displaystyle m\in \mathbb {N} :m\geq 1} és {\displaystyle f(n)\in \Theta (n^{k})} ahol {\displaystyle k\in \mathbb {N} :k\geq 0}.
{\displaystyle T}-t implicit módon fejezzük ki {\displaystyle T(x):=T(\lfloor x\rfloor )} vagy {\displaystyle T(\lceil x\rceil )} minden {\displaystyle x\in \mathbb {R^{+}} }-re.
Ekkor:
{\displaystyle T(n)\in {\begin{cases}\Theta (n^{k})&{\mbox{ha }}\sum _{i=1}^{m}(\alpha _{i}^{k})<1\\\Theta (n^{k}\log n)&{\mbox{ha }}\sum _{i=1}^{m}(\alpha _{i}^{k})=1\\\Theta (n^{c}){\mbox{, }}\sum _{i=1}^{m}(\alpha _{i}^{c})=1&{\mbox{ha }}\sum _{i=1}^{m}(\alpha _{i}^{k})>1\end{cases}}}